# 14e étape du Tour d'Espagne 1999

La 14e étape du Tour d'Espagne 1999 s'est déroulée le 19 septembre entre Barcelone et Barcelone (Montjuïc).

## Récit
Profitant de l'apathie du peloton, l'Italien Fabio Roscioli remporte cette étape courue sous des trombes d'eaux devant son compagnon d'échappée Massimiliano Lelli.
Jan Ullrich conserve le maillot de oro et reçoit sur le podium les félicitations de Miguel Indurain.

## Classement de l'étape
|   | Coureur            | Pays   | Équipe      |    | Temps      |
| - | ------------------ | ------ | ----------- | -- | ---------- |
| 1 | Fabio Roscioli     | Italie | Amica Chips | en |            |
| 2 | Massimiliano Lelli | Italie | Cofidis     | +  | 0 s        |
| 3 | Glenn Magnusson    | Suède  | US Postal   |    | 1 min 52 s |

## Classement général
|   | Coureur                   | Pays      | Équipe           |    | Temps      |
| - | ------------------------- | --------- | ---------------- | -- | ---------- |
| 1 | Jan Ullrich               | Allemagne | Deutsche Telekom | en |            |
| 2 | Igor González de Galdeano | Espagne   | Vitalicio        | +  | 49 s       |
| 3 | Roberto Heras             | Espagne   | Kelme            |    | 2 min 35 s |